# Фаузі Гулям
Фаузі Гулям (фр. Faouzi Ghoulam, араб. فوزي غلام, нар. 1 лютого 1991, Сен-Пріє-ан-Жаре) — французький і алжирський футболіст, захисник італійського «Беневенто». Грав за національну збірну Алжиру.

## Клубна кар'єра
Народився 1 лютого 1991 року у французькому Сен-Пріє-ан-Жаре. Вихованець футбольної школи клубу «Сент-Етьєн». Дорослу футбольну кар'єру розпочав 2010 року в основній команді того ж клубу, в якій провів чотири сезони, взявши участь у 87 матчах чемпіонату. Більшість часу, проведеного у складі «Сент-Етьєна», був основним гравцем захисту команди.
До складу клубу «Наполі» приєднався на початку 2014 року. Захищав кольори неаполітанської команди протягом наступних восьми з половиною сезонів, утім здбільшого залишаючись гравцем ротації.
Влітку 2022 року перебрався до «Беневенто».

## Виступи за збірні
2012 року залучався до складу молодіжної збірної Франції. На молодіжному рівні зіграв у 2 офіційних матчах.
2013 року, вирішивши на рівні національних збірних захищати кольори своєї історичної батьківщини, дебютував у офіційних матчах у складі збірної Алжиру. Наразі провів у формі головної команди країни 5 матчів.
У складі збірної був учасником Кубка африканських націй 2013 року у ПАР, де лишався гравцем резерву. А от вже наступного року виходив на поле у двох із чотирьох ігор своєї збірної у фінальній частині чемпіонату світу 2014. Згодом був основним гравцем алжирців у двох наступних розіграшах Кубка африканських націй — 2015 і 2017 року.
| Дата       | Місто         | Господарі           | Результат | Гості               | Турнір                                      | Голи | Примітки |
| ---------- | ------------- | ------------------- | --------- | ------------------- | ------------------------------------------- | ---- | -------- |
| 26-3-2013  | Бліда         | Алжир               | 3 – 1     | Бенін               | Відбір до ЧС 2014                           | -    |          |
| 2-6-2013   | Бліда         | Алжир               | 2 – 0     | Буркіна-Фасо        | товариський матч                            | -    | 65'      |
| 9-6-2013   | Порто-Ново    | Бенін               | 1 – 3     | Алжир               | Відбір до ЧС 2014                           | -    | 64'      |
| 19-11-2013 | Бліда         | Алжир               | 1 – 0     | Буркіна-Фасо        | Відбір до ЧС 2014                           | -    |          |
| 5-3-2014   | Бліда         | Алжир               | 2 – 0     | Словенія            | товариський матч                            | -    |          |
| 4-6-2014   | Лансі         | Алжир               | 2 – 1     | Румунія             | товариський матч                            | -    |          |
| 17-6-2014  | Белу-Оризонті | Бельгія             | 2 – 1     | Алжир               | ЧС 2014 - 1-й етап                          | -    |          |
| 30-6-2014  | Порту-Алегрі  | Німеччина           | 2 – 1     | Алжир               | ЧС 2014 - 1/8 фіналу                        | -    |          |
| 11-10-2014 | Блантайр      | Малаві              | 0 – 2     | Алжир               | Відбір до Кубка африканських націй 2015     | -    |          |
| 15-10-2014 | Бліда         | Алжир               | 3 – 0     | Малаві              | Відбір до Кубка африканських націй 2015     | -    |          |
| 15-11-2014 | Бліда         | Алжир               | 3 – 1     | Ефіопія             | Відбір до Кубка африканських націй 2015     | -    |          |
| 18-11-2014 | Бамако        | Малі                | 2 – 0     | Алжир               | Відбір до Кубка африканських націй 2015     | -    |          |
| 19-1-2015  | Монгомо       | Алжир               | 3 – 1     | ПАР                 | Кубок африканських націй 2015 - 1-й етап    | 1    |          |
| 23-1-2015  | Монгомо       | Гана                | 1 – 0     | Алжир               | Кубок африканських націй 2015 - 1-й етап    | -    |          |
| 27-1-2015  | Малабо        | Сенегал             | 0 – 2     | Алжир               | Кубок африканських націй 2015 - 1-й етап    | -    |          |
| 1-2-2015   | Малабо        | Кот-д'Івуар         | 3 – 1     | Алжир               | Кубок африканських націй 2015 - чвертьфінал | -    |          |
| 26-3-2015  | Доха          | Катар               | 1 – 0     | Алжир               | товариський матч                            | -    |          |
| 30-3-2015  | Доха          | Оман                | 1 – 4     | Алжир               | товариський матч                            | -    |          |
| 13-6-2015  | Бліда         | Алжир               | 4 – 0     | Сейшельські Острови | Відбір до Кубка африканських націй 2017     | -    |          |
| 6-9-2015   | Масеру        | Лесото              | 1 – 3     | Алжир               | Відбір до Кубка африканських націй 2017     | 1    |          |
| 9-10-2015  | Алжир (місто) | Алжир               | 1 – 2     | Гвінея              | товариський матч                            | -    | 90+6'    |
| 14-11-2015 | Дар-ес-Салам  | Танзанія            | 2 – 2     | Алжир               | Відбір до ЧС 2018                           | -    |          |
| 17-11-2015 | Бліда         | Алжир               | 7 – 0     | Танзанія            | Відбір до ЧС 2018                           | 2    |          |
| 25-3-2016  | Бліда         | Алжир               | 7 – 1     | Ефіопія             | Відбір до Кубка африканських націй 2017     | -    |          |
| 29-3-2016  | Аддис-Абеба   | Ефіопія             | 3 – 3     | Алжир               | Відбір до Кубка африканських націй 2017     | 1    |          |
| 2-6-2016   | Вікторія      | Сейшельські Острови | 0 – 2     | Алжир               | Відбір до Кубка африканських націй 2017     | -    |          |
| 4-9-2016   | Бліда         | Алжир               | 6 – 0     | Лесото              | Відбір до Кубка африканських націй 2017     | -    |          |
| 9-10-2016  | Бліда         | Алжир               | 1 – 1     | Камерун             | Відбір до ЧС 2018                           | -    |          |
| 12-11-2016 | Уйо           | Нігерія             | 3 – 1     | Алжир               | Відбір до ЧС 2018                           | -    |          |
| 7-1-2017   | Бліда         | Алжир               | 3 – 1     | Мавританія          | товариський матч                            | -    | 82'      |
| 15-1-2017  | Франсвіль     | Алжир               | 2 – 2     | Зімбабве            | Кубок африканських націй 2017 - 1-й етап    | -    |          |
| 19-1-2017  | Франсвіль     | Алжир               | 1 – 2     | Туніс               | Кубок африканських націй 2017 - 1-й етап    | -    | 65'      |
| 23-1-2017  | Франсвіль     | Сенегал             | 2 – 2     | Алжир               | Кубок африканських націй 2017 - 1-й етап    | -    | 39'      |
| 6-6-2017   | Бліда         | Алжир               | 2 – 1     | Гвінея              | товариський матч                            | -    |          |
| 11-6-2017  | Бліда         | Алжир               | 1 – 0     | Того                | Відбір до Кубка африканських націй 2019     | -    |          |
| 2-9-2017   | Лусака        | Замбія              | 3 – 1     | Алжир               | Відбір до ЧС 2018                           | -    |          |
| 5-9-2017   | Константіна   | Алжир               | 0 – 1     | Замбія              | Відбір до ЧС 2018                           | -    |          |
| Усього     |               | Матчів              | 37        |                     | Голів                                       | 5    |          |

## Титули і досягнення
- Володар Кубка французької ліги:

«Сент-Етьєн»: 2012-13
- Володар Кубка Італії:

«Наполі»: 2013–14, 2019–20
- Володар Суперкубка Італії:

«Наполі»: 2014.